# Sonnenenergie

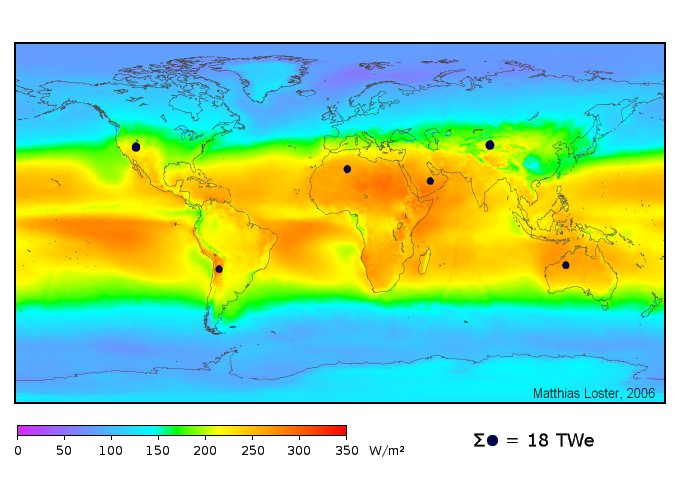
Weltweit verfügbare Sonnenenergie. Die Farben in der Karte zeigen die örtliche Sonneneinstrahlung auf der Erdoberfläche gemittelt über die Jahre 1991–1993 (24 Stunden am Tag, unter Berücksichtigung der von Wettersatelliten ermittelten Wolkenabdeckung).
Zur Deckung des derzeitigen Weltbedarfs an Primärenergie allein durch Solarstrom wären die durch dunkle Scheiben gekennzeichneten Flächen ausreichend (bei einem Wirkungsgrad von 8 %).

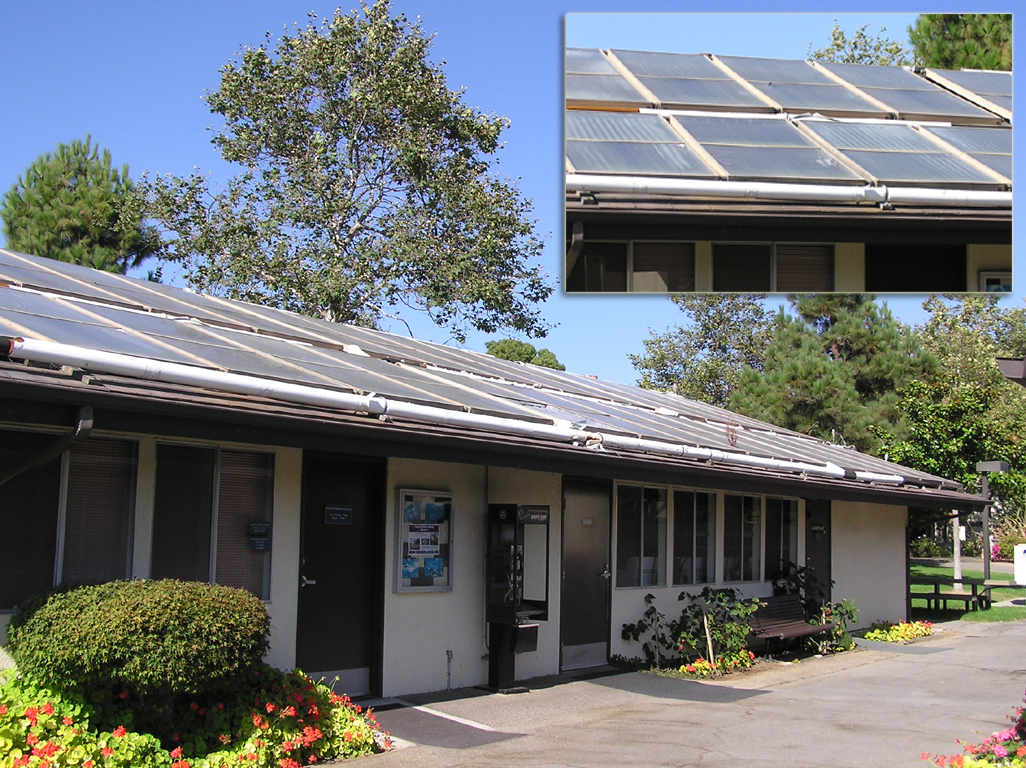
Ein Waschsalon in Kalifornien, USA, der sein Warmwasser mit Solarenergie erhitzt (2005)

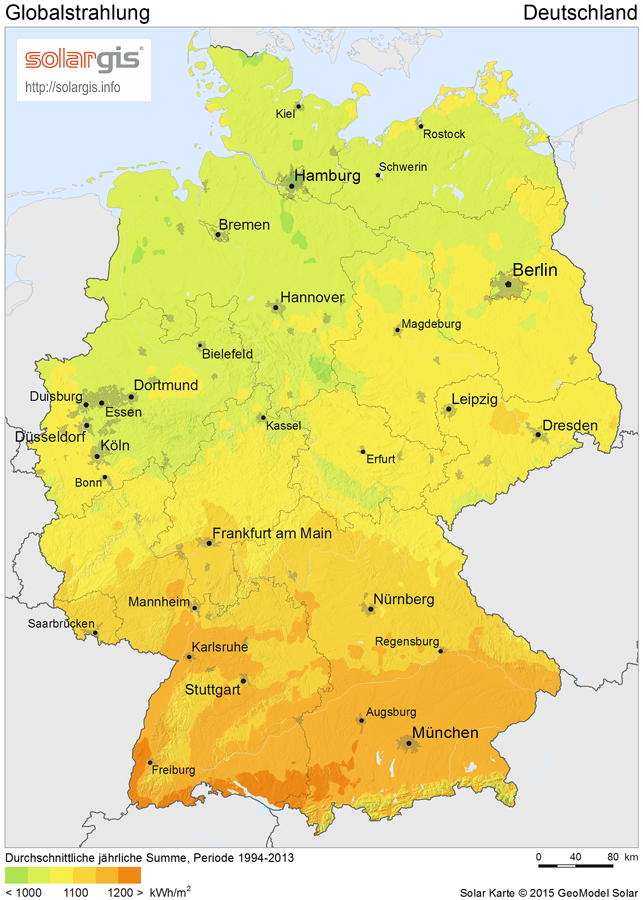
Sonnenstrahlung Karte – Deutschland

Als Sonnenenergie oder Solarenergie bezeichnet man die Energie der Sonnenstrahlung, die in Form von elektrischem Strom, Wärme oder chemischer Energie technisch genutzt werden kann. Sonnenstrahlung ist dabei die elektromagnetische Strahlung, die auf der Sonnenoberfläche wegen ihrer Temperatur von ca. 5500 °C als Schwarzkörperstrahlung entsteht, was letztlich auf Kernfusionsprozesse im Sonneninneren (das Wasserstoffbrennen) zurückgeht.
Die Sonnenenergie ist eine nach menschlichen Maßstäben unerschöpfliche erneuerbare Energiequelle und lässt sich sowohl direkt (z. B. mit Photovoltaikanlagen oder Sonnenkollektoren) als auch indirekt (z. B. mittels Wasserkraftwerken, Windkraftanlagen und in Form von Biomasse) nutzen. Die Nutzung der Solarenergie ist ein Beispiel für eine moderne Backstop-Technologie.

## Intensität
Die an der Erdoberfläche eintreffende Sonnenstrahlung hängt stark vom Wetter und vom Sonnenstand ab. Sie schwankt wegen der Exzentrizität der Erdbahn im Jahreslauf um knapp 7 %. Die durchschnittliche Intensität der Sonneneinstrahlung beträgt an der Grenze der Erdatmosphäre etwa 1361 W/m². Dieser Wert wird auch als Solarkonstante bezeichnet. Ein Teil der eingestrahlten Energie wird von der Atmosphäre von festen (z. B. Eiskristallen, Staub) oder flüssigen Schwebeteilchen sowie von den gasförmigen Bestandteilen gestreut und reflektiert. Ein weiterer Teil wird von der Atmosphäre absorbiert und bereits dort in Wärme umgewandelt. Der Rest geht durch die Atmosphäre hindurch und erreicht die Erdoberfläche. Dort wird er wiederum zum Teil reflektiert und zum Teil absorbiert und in Wärme umgewandelt. Unter anderem in der Photosynthese, der Photothermik und der Photovoltaik wird diese Energie nutzbar gemacht. Die prozentuale Verteilung der Einstrahlung auf Reflexion, Absorption und Transmission hängt vom jeweiligen Zustand der Atmosphäre ab. Dabei spielen die Luftfeuchtigkeit, die Bewölkung und die Länge des Weges, den die Strahlen durch die Atmosphäre zurücklegen, eine Rolle. Die auf die Erdoberfläche auftreffende Strahlung beträgt weltweit im Tagesdurchschnitt (bezogen auf 24 Stunden) noch ungefähr 165 W/m², was sich jährl. zu einer von der Sonne zur Verfügung gestellten Energie von 1445 kWh pro Quadratmeter summiert (mit erheblichen Schwankungen je nach Breitengrad, Höhenlage und Witterung). Die gesamte auf die Erdoberfläche auftreffende Energiemenge ist mehr als fünftausend Mal größer als der Energiebedarf der Menschheit. Letztlich wird die gesamte Energie der Sonne in Form von reflektiertem Licht und Wärmestrahlung wieder an den Weltraum abgegeben.

## Nutzung der Sonnenenergie
| Jahr | Installierte Leistung |
| ---- | --------------------- |
| 2005 | 2,1 GWp               |
| 2006 | 2,9 GWp               |
| 2007 | 4,2 GWp               |
| 2008 | 6,1 GWp               |
| 2009 | 10,7 GWp              |
| 2010 | 18,0 GWp              |
| 2011 | 25,9 GWp              |
| 2012 | 34,1 GWp              |
| 2013 | 36,7 GWp              |
| 2014 | 37,9 GWp              |
| 2015 | 39,2 GWp              |
| 2016 | 40,7 GWp              |
| 2017 | 42,3 GWp              |
| 2018 | 45,2 GWp              |
| 2019 | 49,0 GWp              |
| 2020 | 53,8 GWp              |
| 2021 | 59,6 GWp              |
| 2022 | 66,8 GWp              |
| 2023 | 83,2 GWp              |
| 2024 | 99,9 GWp              |

Der Menge nach größter Nutzungsbereich der Sonnenenergie ist die Erwärmung der Erde, so dass im oberflächennahen Bereich biologische Existenz in den bekannten Formen möglich ist, gefolgt von der Photosynthese der Algen und Höheren Pflanzen. Die meisten Organismen, die Menschen eingeschlossen, sind entweder direkt (als Pflanzenfresser) oder indirekt (als Fleischfresser) von der Sonnenenergie abhängig. Brennstoff und Baumaterial stammen ebenfalls daraus. Die Sonnenenergie ist weiterhin dafür verantwortlich, dass es in der Atmosphäre zu Luftdruckunterschieden kommt, die zu Wind führen. Auch der Wasserkreislauf der Erde wird von der Sonnenenergie angetrieben.
Neben diesen „natürlichen“ Effekten gibt es zunehmend eine technische Nutzung vor allem im Bereich Energieversorgung. Im Mittelalter wurde die Sonnenenergie jedoch auch schon in der Pharmazie bzw. Alchemie zur Sonnenwärmedestillation genutzt. Da die Sonnenenergie eine regenerative Energiequelle ist, wird ihre Nutzung in vielen Ländern gefördert, in Deutschland beispielsweise durch das Erneuerbare-Energien-Gesetz (EEG).
Mit Hilfe der Solartechnik lässt sich die Sonnenenergie auf verschiedene Arten sowohl direkt als auch indirekt nutzen:
Direkte Nutzungsformen umfassen:
- Sonnenkollektoren gewinnen Wärme (Solarthermie bzw. Photothermik)
- Solarzellen erzeugen elektrischen Gleichstrom (Photovoltaik)
- Sonnenwärmekraftwerke erzeugen mit Hilfe von Wärme und Wasserdampf elektrischen Strom
- Aufwindkraftwerke erzeugen in einem Treibhaus heiße Luft, die durch einen Kamin aufsteigt und Strom erzeugt
- Solarballons können durch die heiße Luft in ihrem Innern fliegen
- Solarkocher oder Solaröfen erhitzen Speisen oder sterilisieren medizinisches Material

Indirekt wird Sonnenenergie genutzt:
- Pflanzen und pflanzliche Abfälle werden so verarbeitet, dass nutzbare Flüssigkeiten (z. B. Ethanol, Rapsöl) oder Gase (z. B. Biogas, gereinigt wird daraus Methan) entstehen
- Wind- und Wasserkraftwerke erzeugen elektrischen Strom
- Passive Sonnenenergienutzung wärmt Häuser auf, was den Energiebedarf während der kalten Jahreszeit senkt

| Die zur Anzeige dieser Grafik verwendete Erweiterung wurde dauerhaft deaktiviert. Wir arbeiten aktuell daran, diese und weitere betroffene Grafiken auf ein neues Format umzustellen. (Mehr dazu) |

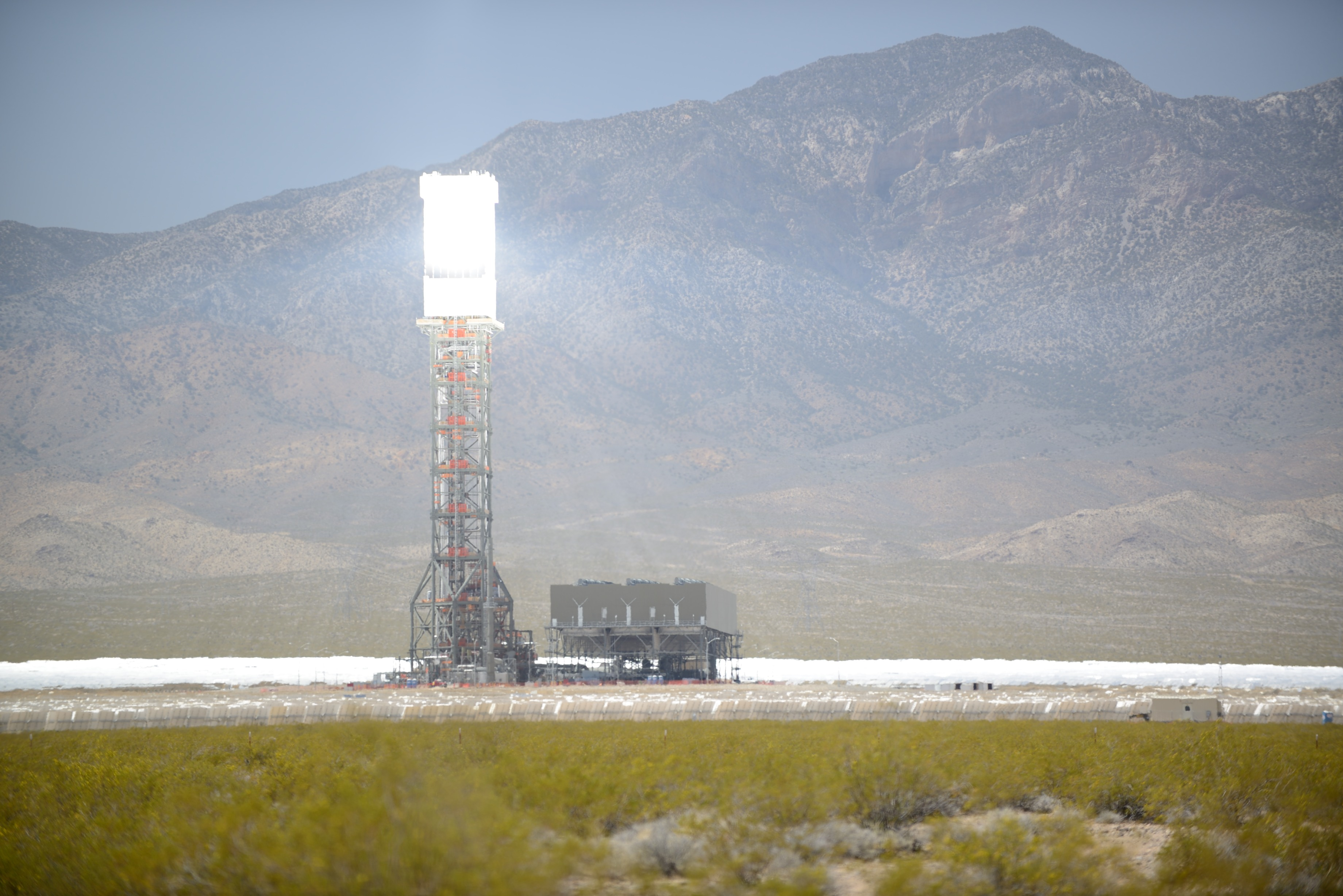
Sonnenwärmekraftwerk Ivanpah, USA
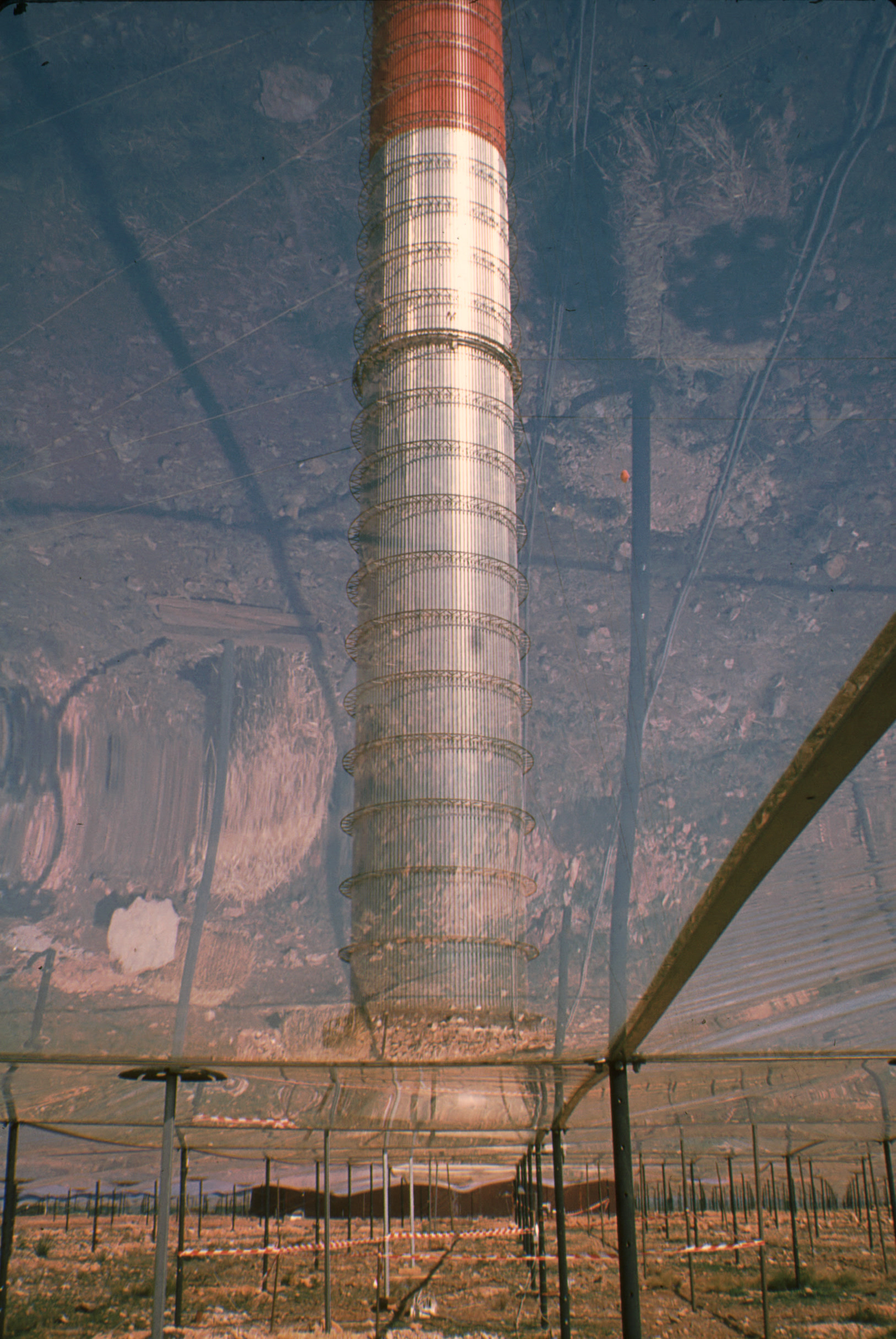
Aufwindkraftwerk in Manzanares, Spanien
Solarkocher in Betrieb
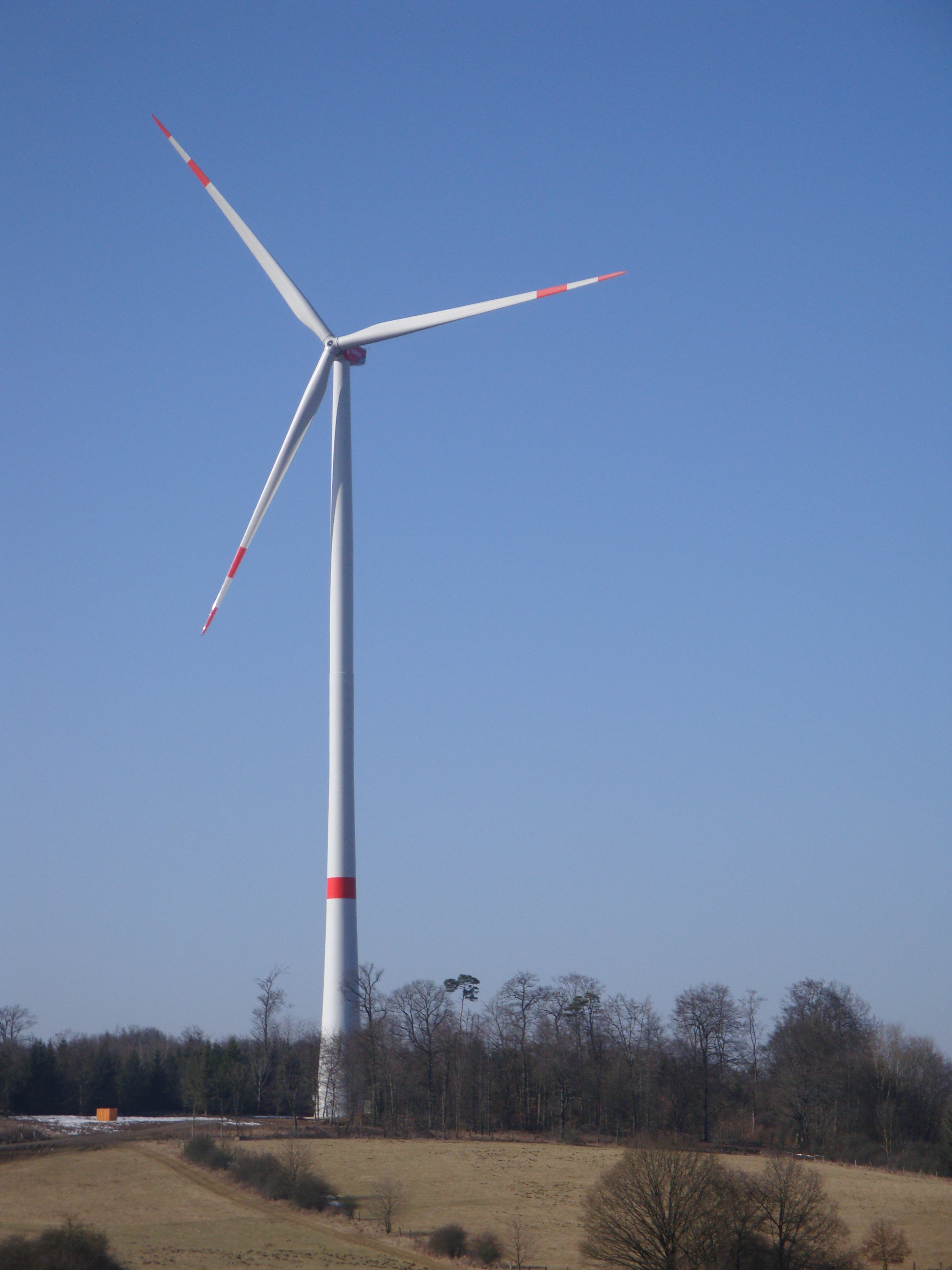
Windkraftanlage
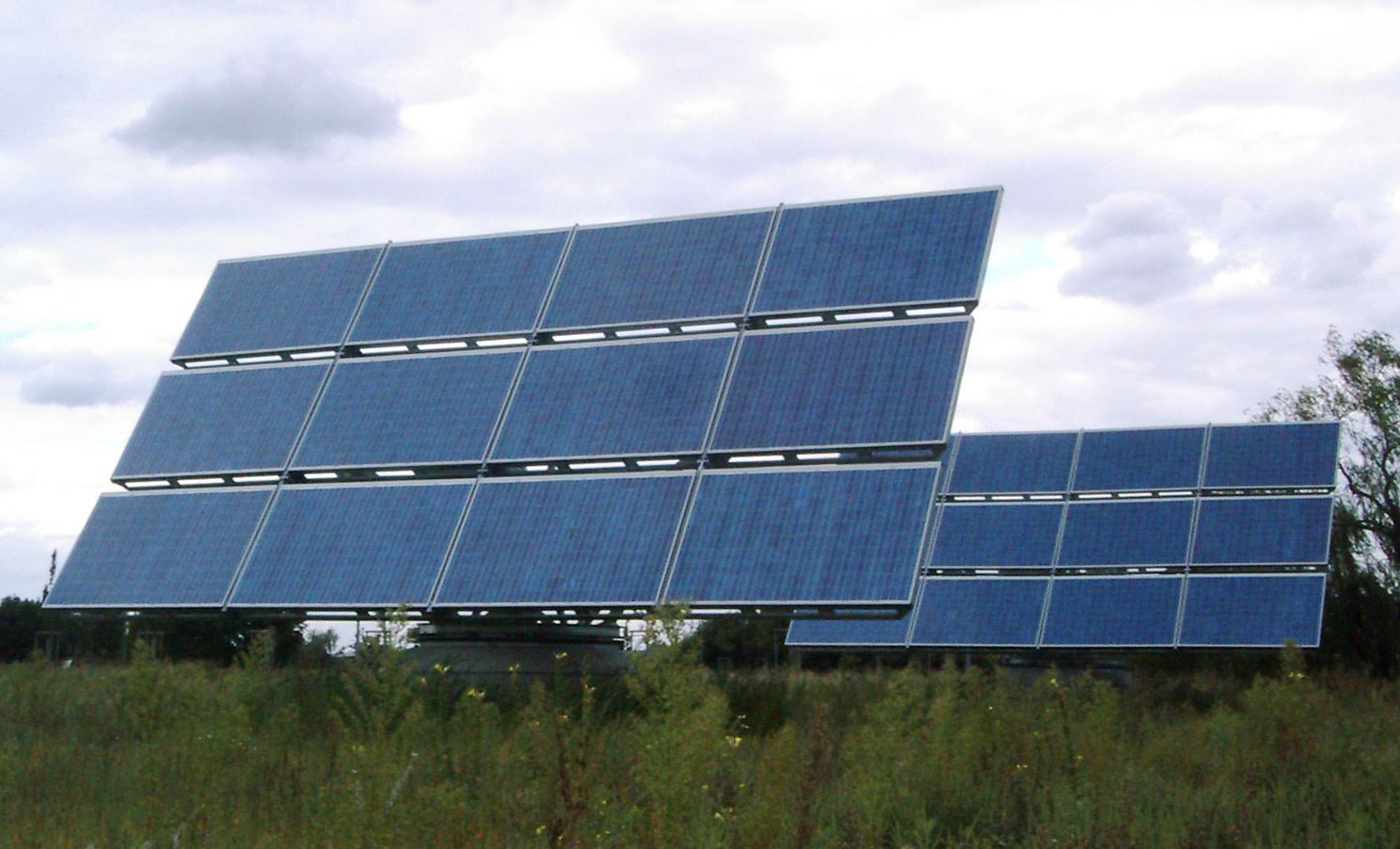
Photovoltaikanlage in Berlin-Adlershof
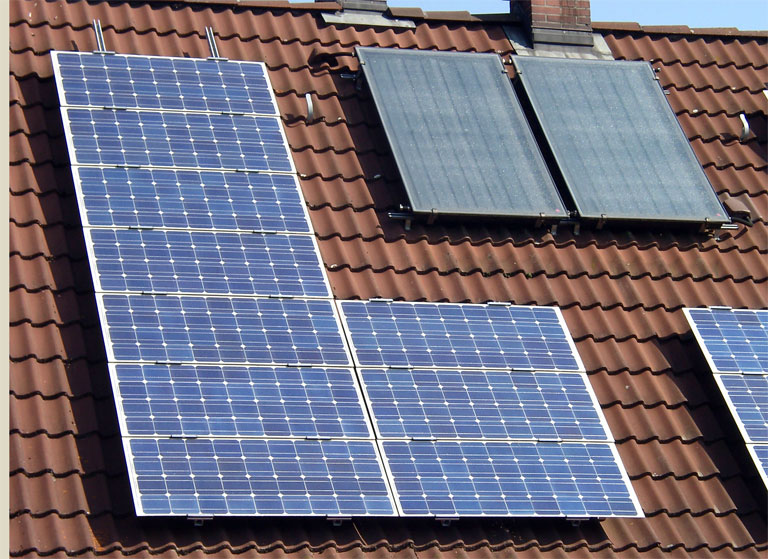
Solarmodul (links) und Sonnenkollektor (rechts oben)

## Speicherung der Sonnenenergie
Die solare Einstrahlung unterliegt tages- und jahreszeitlichen Schwankungen von Null bis zum Maximalwert der Bestrahlungsstärke von rund 1000 W/m². Um die notwendige Energieversorgungssicherheit zu gewährleisten, sind deshalb immer zusätzlich Maßnahmen wie Energiespeicher, Regelungstechnik oder auch Zusatzsysteme wie zum Beispiel ein mit Brennstoff betriebener Heizkessel notwendig.
Im März 2011 ging in der Morbacher Energielandschaft die erste Solargas-Anlage in Deutschland in Betrieb. Dabei wird Sonnenenergie in synthetisches Erdgas umgewandelt und in Gasform gespeichert.
Thermische Solaranlagen verwenden unterschiedliche Arten von Wärmespeichern. Diese reichen bei Geräten für Warmwasser meist für einige Tage aus, damit – zumindest im Sommerhalbjahr – auch in der Nacht und während einer Schlechtwetterperiode ausreichend Wärme zur Verfügung gestellt werden kann. Langzeitspeicher, die sommerliche Wärme in den Winter übertragen, sind technisch möglich, aber noch relativ teuer.
In solarthermischen, elektrischen Kraftwerken wird durch Spiegel konzentrierte Sonnenstrahlung genutzt, um Flüssigkeiten zu verdampfen und mittels Dampfturbinen Strom zu gewinnen. Wärmespeicher (beispielsweise Flüssigsalztanks) können darüber hinaus einen Teil der Wärme (mit geringen Verlusten) tagsüber speichern, um kurzfristige Bedarfsschwankungen auszugleichen oder die Dampfturbine nachts anzutreiben.
In photovoltaischen Kraftwerken wird elektrischer Strom mittels Halbleitereffekten erzeugt. Der dadurch produzierte Gleichstrom wird entweder im Rahmen einer dezentralen Stromerzeugung in einem Inselstromnetz als solcher verwendet (Pufferung zum Beispiel durch Akkumulatoren) oder über Wechselrichter in ein vorhandenes Wechselstromnetz eingespeist. Dort ist die Speicherung über dezentrale Batterien und die Umwandlung in Wasserstoff und Methan und der anschließenden Speicherung im Erdgasnetz möglich. Die bereits bestehenden Erdgasspeicher in Deutschland würden ausreichen, um hier den Speicherbedarf einer Stromversorgung zu decken, die überwiegend auf der Erzeugung durch Photovoltaik- und Windkraftanlagen basiert.

## Potenzial der Sonnenenergie

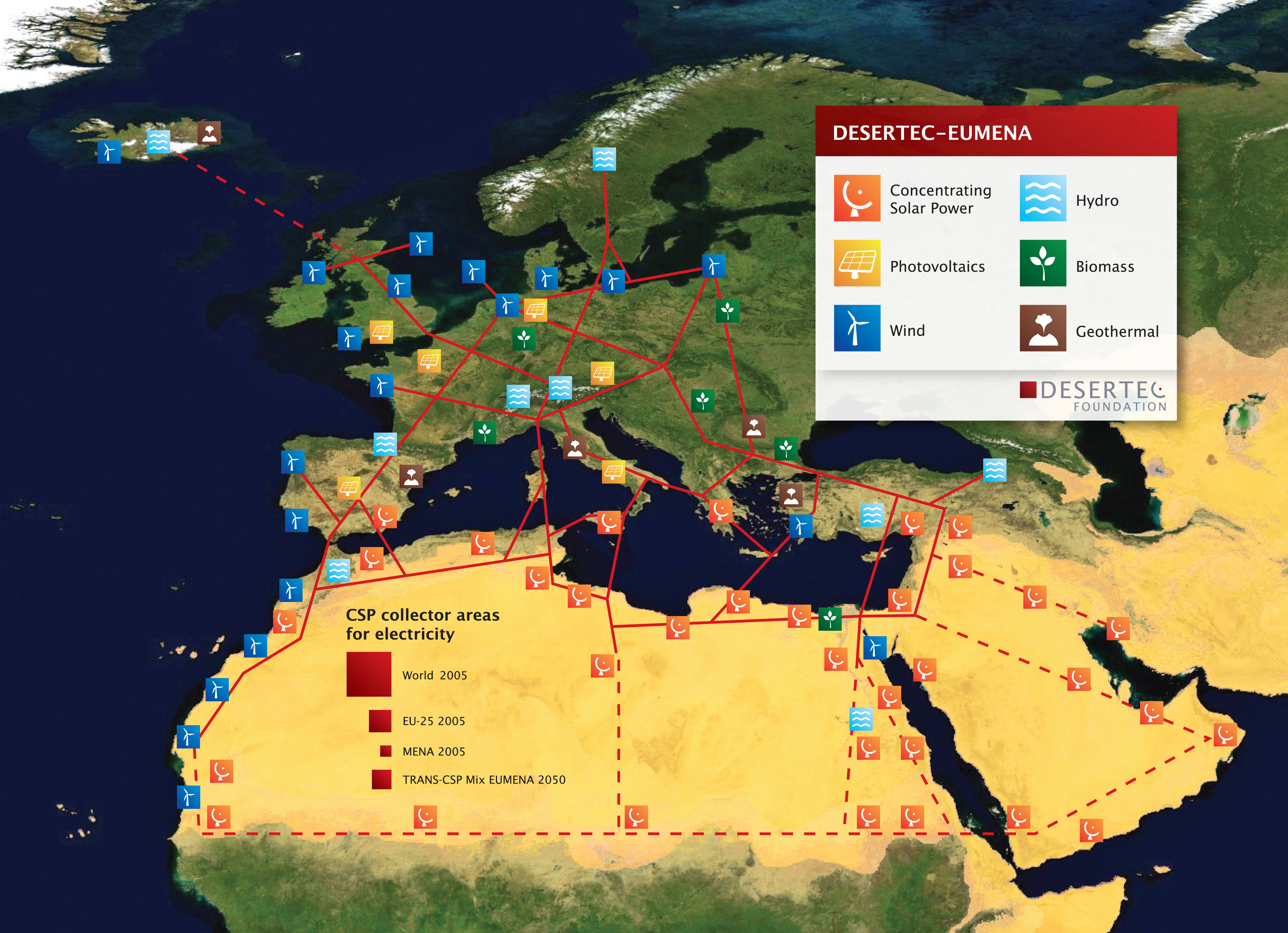
DESERTEC: Skizze einer möglichen Infrastruktur für eine nachhaltige Stromversorgung in Europa, dem Nahen Osten und Nord-Afrika

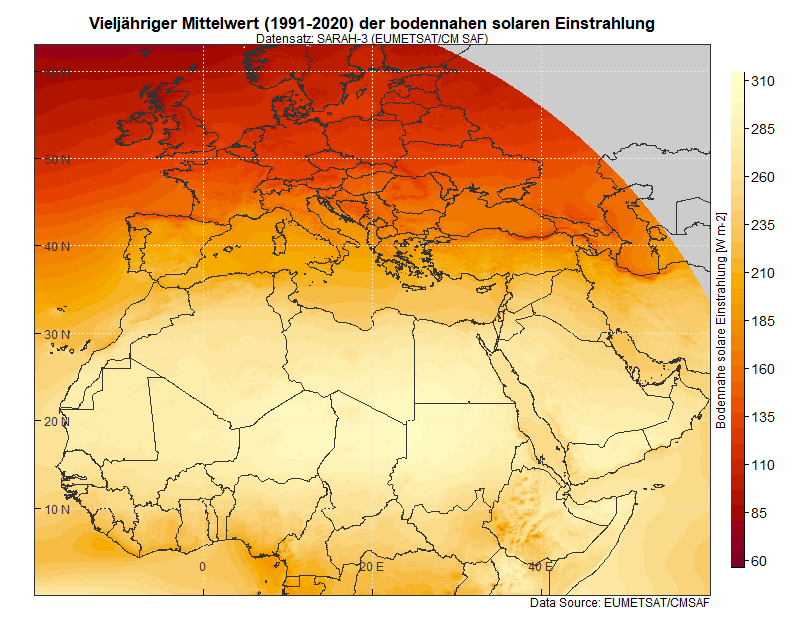
Mittlere bodennahe solare Einstrahlung (in W/m^{2}) in Europa und der Sahara im Zeitraum 1991 bis 2020. Datengrundlage: SARAH-3 (EUMETSAT CM SAF)

Als die größte Energiequelle liefert die Sonne pro Jahr eine Energiemenge von etwa 1,5 · 1018 kWh auf die Erdoberfläche. Diese Energiemenge entspricht mehr als dem 10.000fachen des Weltenergiebedarfs der Menschheit im Jahre 2010 (1,4 × 1014 kWh/Jahr).
Die Zusammensetzung des Sonnenspektrums, die Sonnenscheindauer und der Winkel, unter dem die Sonnenstrahlen auf die Erdoberfläche fallen, sind abhängig von Uhrzeit, Jahreszeit und Breitengrad. Damit unterscheidet sich auch die eingestrahlte Energie. Diese beträgt beispielsweise etwa 1.000 kWh pro Quadratmeter und Jahr in Mitteleuropa und etwa 2.350 kWh pro Quadratmeter und Jahr in der Sahara. Es gibt verschiedene Szenarien, wie eine regenerative Energieversorgung der EU realisiert werden kann, unter anderem auch mittels Energiewandlung in Nordafrika und Hochspannungs-Gleichstrom-Übertragung. So ergaben zum Beispiel satellitengestützte Studien des Deutschen Zentrums für Luft- und Raumfahrt (DLR), dass mit weniger als 0,3 Prozent der verfügbaren Wüstengebiete in Nordafrika und im Nahen Osten durch Thermische Solarkraftwerke genügend Energie und Wasser für den steigenden Bedarf dieser Länder sowie für Europa erzeugt werden kann. Die Trans-Mediterranean Renewable Energy Cooperation, ein internationales Netzwerk von Wissenschaftlern, Politikern und Experten auf den Gebieten der erneuerbaren Energien und deren Erschließung, setzt sich für eine solche kooperative Nutzung der Solarenergie ein. Eine Veröffentlichung aus den USA namens „Solar Grand Plan“ schlägt eine vergleichbare Nutzung der Sonnenenergie in den USA vor.
Es wurde auch darüber nachgedacht, Solarenergie per Satellit einzufangen und auf die Erde zu übermitteln. Der Vorteil läge in einer höheren Energiedichte am Boden und in der Vermeidung von Tag-Nacht-Schwankungen. Auf Grund des großen dafür nötigen Aufwands, weit oberhalb von aller bisherigen Raumfahrttechnik, wurde jedoch keines dieser Projekte bisher realisiert. Die USA und China betreiben aber Stand 2022 entsprechende Forschungsprojekte.

## Abhängigkeit der Strahlungsleistung vom Einfallswinkel
Die Sonneneinstrahlung auf die Erdoberfläche ist die Haupteinflussgröße des Wettergeschehens und des regionalen wie globalen Klimas. Die Strahlungsstromdichte (engl. heat flux density, irradiation), also die Strahlungsenergie pro Fläche und Zeitspanne, hängt vom Winkel der Sonneneinstrahlung ab. Bei flachem Winkel treffen weniger Photonen pro Fläche auf dem Boden auf und erwärmen ihn weniger stark als bei senkrechtem Einfall. Dies kommt durch folgende Formel zum Ausdruck:
{\displaystyle J=J_{0}\cdot \sin(\beta )}
Hierbei bezeichnet {\displaystyle J} die Strahlungsleistung, {\displaystyle J_{0}} die Strahlungsleistung bei senkrechtem Einfallswinkel und {\displaystyle \beta } den Einfallswinkel gegenüber dem Horizont.
Verstärkt wird der Effekt durch den verlängerten Weg, den das Licht bei flachen Winkeln durch die Atmosphäre zurücklegen muss.

## Umweltbilanz
Nach Berechnungen des deutschen Umweltbundesamtes amortisieren sich Photovoltaikanlagen energetisch auch im verhältnismäßig sonnenarmen Deutschland nach ein bis zwei Jahren Betriebsdauer. D. h. nach dieser Zeit hat eine Anlage soviel Energie erzeugt, wie für ihre Herstellung, den Betrieb und die Entsorgung aufgewendet werden müssen. Hinsichtlich der Treibhausgas-Emissionen entstehen durch die Herstellung, den Betrieb und die Entsorgung einer Photovoltaikanlage bei einer Nutzungsdauer von 30 Jahren rechnerische Emissionen in Höhe von 67 Gramm CO2-Äquivalenten / kWh. Bei Steinkohle- und Gaskraftwerken wird dieser Wert auf 694 Gramm CO2-Äquivalente / kWh geschätzt. Photovoltaikanlagen verursachen pro produzierter Energieeinheit also nur etwa ein Zehntel der Treibhausgasbelastung von Steinkohle- und Gaskraftwerken.

## Problem der Marktdominanz Chinas
In Deutschland und Europa gab es um das Jahr 2010 noch eine vollständige Lieferkette für die Herstellung von Solarmodulen. Die Produktion von einigen Vorprodukten wurde seitdem aufgrund der zwischenzeitlich gesunkenen regionalen Nachfrage eingestellt. Deutsche Hersteller sind seither nur noch im Bereich der Herstellung von Wechselrichtern und bei der Herstellung von Rohsilizium (Fa. Wacker Chemie) auf dem Weltmarkt von Bedeutung. Bei Solarmodulen besitzt China mittlerweile eine überragend dominierende Stellung. Mit Stand 2024 wurden 90 % des weltweiten Polysilizium, 96 % aller Ingots und Wafer, 89 % aller Solarzellen und 81 % aller Solarmodule in China produziert. Diese weitgehende Monopolstellung macht die restliche Welt von Lieferungen aus China abhängig. Unterbrechungen im Handel mit China würden den Ausbau der Sonnenenergie in der übrigen Welt ernsthaft beeinträchtigen.
In den 2000er Jahren bestand die Hoffnung, dass Deutschland durch eine Mischung aus Förderung durch das Erneuerbare-Energien-Gesetz, Investitionsbeihilfen in den neuen Bundesländern und Forschungsförderung ein führender Produktionsstandort für PV-Zellen und Module werden könne. Seitdem haben deutsche Hersteller jedoch dramatisch an Marktanteilen verloren. Hauptgrund hierfür war eine entschiedene Industriepolitik im asiatischen Raum und die dadurch generierten massiven Investitionen in Produktionskapazitäten. Die häufig bei der Verlagerung von Industrien angeführten hohen Lohnkosten in westlichen Industrieländern spielen in dieser Entwicklung eine untergeordnete Rolle, da die PV-Produktion mittlerweile einen sehr hohen Automatisierungsgrad erreicht hat. Seit einigen Jahren können quasi schlüsselfertige Produktionslinien, die sehr gute Solarmodule liefern, quasi „von der Stange“ gekauft werden.

## Bewertung der Sonnenenergienutzung
Die Nutzung der Sonnenenergie bietet spezifische Vorteile, weist aber auch (potentielle) Nachteile auf.

### Vorteile
- Sonnenenergienutzung setzt keine Luftschadstoffe frei, wie z. B. Feinstaub
- Sonnenenergienutzung setzt keine Treibhausgase frei und ist damit klimaschonend
- Sonnenenergienutzung erspart Importe fossiler oder nuklearer Brennstoffe und reduziert damit die Abhängigkeit von Exportstaaten
- Sonnenenergie ist praktisch unbegrenzt verfügbar und kann so auch steigende Energiebedarfe abdecken ohne dass Erschöpfung der Vorräte an Energieträgern droht
- Sonnenenergie kommt ohne Brennstoffkosten aus und bietet damit nach Preisverfall der Erzeugungstechnologien inzwischen häufig niedrigere Gestehungskosten als Alternativen

### Nachteile
- Sonnenenergie ermöglicht aufgrund der wetter-, tages- und jahreszeitabhängigen Sonneneinstrahlung ohne zusätzliche Speicher keine konstante bzw. bedarfsgerechte Energieversorgung
- Sonnenenergienutzung hat aufgrund der geringen Energiedichte einen relativ hohen Flächenbedarf und kann in Konkurrenz zur landwirtschaftlichen Nutzung von Flächen treten
- Anlagen zur Nutzung von Sonnenenergie haben aufgrund der geringen Energiedichte einen vergleichsweise hohen Bedarf an Metallen

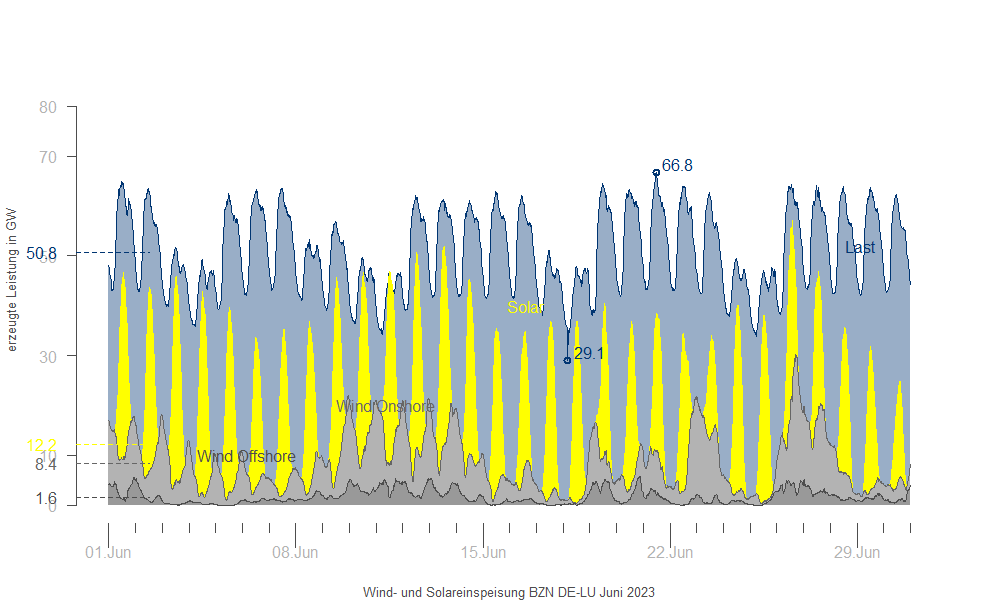
Last und Einspeisung von Wind- und Solarstrom im Juni 2023 in Deutschland und Luxemburg (Daten Entso-E)